# Paradoxe de Parrondo
Le paradoxe de Parrondo  est un paradoxe de la théorie des jeux qui est bien souvent décrit comme « une stratégie qui gagne avec des jeux perdants ». Elle a été nommée du nom de son créateur Juan Parrondo (es), un physicien de l'Université complutense de Madrid. Une description mathématiquement plus rigoureuse est :
Étant donné 2 jeux, chacun ayant une probabilité de perte plus grande que celle de gain, il est parfois possible de construire une stratégie gagnante en jouant les 2 jeux alternativement.
Ce paradoxe est inspiré par les propriétés mécaniques des cliquets, instruments à dents de scie, couramment utilisés en automobile et dans les montres que l'on remonte manuellement.

## Exemples illustratifs

### L'exemple des dents de scie

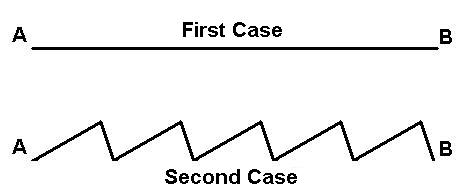
Figure 1

Considérons 2 points A et B ayant la même altitude, comme présenté Figure 1.
- Dans le premier cas, nous avons un profil plat reliant ces 2 points. Si nous laissons une bille au milieu, se déplaçant de manière aléatoire, celle-ci va osciller vers l'une ou l'autre des extrémités avec la même probabilité.
- Dans le second cas, on inclut un profil en dents de scie dans la région comprise entre les points A et B. Ici aussi la bille va rouler de manière aléatoire vers l'une ou l'autre des extrémités avec des probabilités égales.

Si on incline le profil vers la droite comme sur la Figure 2, il devient relativement évident que les cas présentés ci-dessus seront biaisés en faveur du point B.
Supposons un jeu où l'on alterne les profils de manière judicieuse en choisissant le moment de passage d'un profil vers l'autre de la manière suivante.

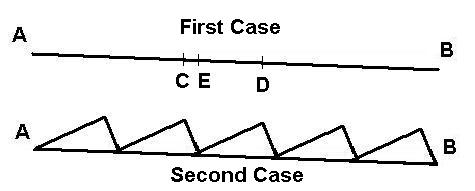
Figure 2

Si on laisse quelques billes sur le premier profil au point E, elles  se distribuent sur le plan de manière préférentielle vers B. Cependant si on applique le second profil quand un certain nombre de billes ont franchi le point C en restant au-dessus du point D, on atteint une situation où la majorité des billes vont retrouver leur point de départ (point E) mais certaines seront tombées dans la vallée se rapprochant ainsi de A (si on leur laisse le temps de rejoindre le creux de la vallée). Ensuite on peut reprendre le premier profil et répéter l'opération. Si aucune bille ne croise le point C avant que la première bille ne touche le point D, nous devons appliquer le second profil peu avant qu'une bille ne dépasse D pour réitérer notre processus.
Il vient alors simplement qu'à terme nous aurons quelques billes en A, mais aucune en B. Si on considère la présence de billes en A comme un gain, et en B comme une perte, il est clair que l'on vient de créer un jeu où il est possible de gagner en jouant à 2 jeux dits « perdants ».

### L'exemple avec un jeu de lancer
Considérons deux jeux, Jeu A et Jeu B ayant les règles suivantes : 
1. Gagner une partie rapporte 1$ et perdre une partie nous coûte 1$.
2. Dans le Jeu A, on lance une pièce biaisée, pièce 1, avec les probabilités de succès {\displaystyle P_{1}=(1/2)-\epsilon }.
3. Dans le Jeu B, on teste tout d'abord si nos revenus sont multiples de 3, si ce n'est pas le cas on lance une autre pièce, pièce 2, ayant une probabilité de succès de {\displaystyle P_{2}=(3/4)-2*\epsilon }. Si nos revenus sont effectivement multiple de 3 on lance une troisième pièce dont la probabilité de succès est de {\displaystyle P_{3}=\epsilon }.

Il est clair que le Jeu A est perdant à long terme. On peut montrer la même assertion pour le Jeu B. L'espérance de gain du jeu B est donnée par la formule :
{\displaystyle E_{2}=2/3((3/4-2\epsilon )+(-1)(1/4+2\epsilon ))+(1/3)(\epsilon +(-1)(1-\epsilon ))}.
Soit {\displaystyle E_{2}=-2\epsilon }. Ce jeu est bien perdant à long terme.
Il est alors possible de construire une stratégie gagnante en alternant ces 2 jeux en fonction du résultat précédent.
Le jeu précédent peut être décrit par analogie avec les dents de scie présente ci-dessus :
- La pièce 1 représente le premier profil (légèrement incliné vers B, cela afin d'avoir un jeu perdant) ;
- La pièce 2 représente les segments de droites remontant de droite à gauche (ce sont eux qui laissent espérer une issue positive) ;
- La pièce 3 correspond aux segments, ceux qui dirigent nos billes vers le point B.

Les pentes des différents segments peuvent être associées aux probabilités des évènements correspondants.

## Application du paradoxe de Parrondo
Le paradoxe de Parrondo est utilisé en théorie des jeux, et ses applications en ingénierie, dynamique des populations, risques financiers font aussi l'objet de recherches.
La plupart des chercheurs décrivent son utilité sur les marchés financiers comme la théorie le spécifie : les 2 jeux A et B doivent être conçus pour copier un cliquet, ce qui signifie qu'ils doivent être en interaction.